# Stigmatomyces muscae
Stigmatomyces muscae är en svampart som först beskrevs av Peyr., och fick sitt nu gällande namn av Gustav Karl Wilhelm Hermann Karsten 1888. Stigmatomyces muscae ingår i släktet Stigmatomyces och familjen Laboulbeniaceae.   Inga underarter finns listade i Catalogue of Life.